# Aufbauorganisation
Die Aufbauorganisation bildet das hierarchische Gerüst einer Organisation (z. B. einer Behörde oder eines Unternehmens) und beschreibt den vertikalen Informations- und Weisungsfluss in einer Personenvereinigung, also wer welche Entscheidungen von wem bekommt und an wen diese weitergegeben werden. Damit beschreibt sie die Organisation formaler Macht.

## Allgemeines
Die Aufbauorganisation ist die formale Gliederung eines Unternehmens in Stellen und Abteilungen sowie die Regelung der Leitungs-, Stabs-, Ausführungs-, Informations- und Kommunikationsbeziehungen. Die Aufbauorganisation wird im sogenannten Organigramm formal dargestellt.
Das Pendant Ablauforganisation zeigt dagegen die innerhalb dieses Rahmens ablaufenden Unternehmensprozesse (Arbeits-, Führungs-, Management-, Produktions-, Vertriebs- und Informationsprozesse), die nahezu horizontal durch die Aufbauorganisation fließen. Die Ablauforganisation wird in der sogenannten Prozesslandkarte formal dargestellt.

## Gestaltungsziele
Grundlegend für jedes strategische Vorgehen ist die Festlegung von Zielen. So sind auch bei der Planung einer Aufbauorganisation Gestaltungsziele zu definieren. Grundsätzlich können drei Interessengruppen unterschieden werden. Die Kunden, das Unternehmen und die Mitarbeiter stellen jeweils unterschiedliche Forderungen. Diese können voneinander abhängen oder sogar miteinander konkurrierend sein.
Erst wenn die einzelnen Ziele bekannt sind, kann beurteilt werden, ob die Aufbauorganisation auch zielführend gelöst wurde. Dabei müssen konträre Ziele gegeneinander aufgewogen werden. Eine sinnvolle Gewichtung der einzelnen Forderungen ist dabei von entscheidender Bedeutung.

### Ziele der Kunden
Zuerst müssen die Ziele der Kunden analysiert werden, da diese maßgeblich über Erfolg oder Misserfolg eines Unternehmens entscheiden. Dazu zählen externe Kunden sowie im weiteren Sinne auch interne Kunden. Als Beispiel könnte die Fertigung als interner Kunde des Einkaufs gesehen werden oder ein Computeruser als interner Kunde der IT-Abteilung.
Die Ziele der Kunden sind im Wesentlichen: hohe Qualität (das Produkt oder die Dienstleistung soll den Anforderungen entsprechen), schnelle Leistung (kurze Lieferzeiten wie auch die hohe Liefertreue sind Wettbewerbsvorteile; die Aufbauorganisation kann zur Vermeidung von Zeitverlusten beitragen), individuelle Produkte (Kunden möchten auf ihre Wünsche passend zugeschnittenes Produkt; diese Forderung kann mit der Unternehmensstrategie konkurrieren); eindeutige Ansprechpartner (bei jeglicher Kontaktaufnahme soll eindeutig geklärt sein, wer wofür zuständig ist; der Kunde möchte einen kompetenten Ansprechpartner und nicht von einer Stelle zur nächsten verwiesen werden).

### Ziele des Unternehmens
Die Ziele des Unternehmens sind ausschlaggebend von der Wertschöpfung getrieben. Es sollen Gewinne erzielt und Verschwendung vermieden werden.
Folgende Ziele sind aus Unternehmenssicht zu gestalten: Wirtschaftlichkeit (der Erlös für ein Produkt soll die Kosten decken), Zukunftssicherung (das Unternehmen soll sich auch in Zukunft am Markt durchsetzen können), Ansehen (durch gezielte Maßnahmen, etwa des Marketings, soll das Unternehmen einen guten Ruf erhalten und langfristig behalten), Koordination (die Aufbauorganisation soll sicherstellen, dass „die rechte Hand weiß was die Linke tut“; Reibungsverluste sind so gering wie möglich zu halten), Kontrollierbarkeit (die oberste Ebene soll im Bedarfsfall schnell eingreifen können), Transparenz (die Unternehmensspitze muss über das Unternehmen ausreichend informiert sein), Flexibilität (bei unerwarteten Veränderungen der Umwelt oder bei Kundenwünschen soll das Unternehmen schnell reagieren können).

### Ziele der Mitarbeiter
Da es sich bei Mitarbeitern um eigenständig denkende Individuen handelt, ist eine genaue Einschätzung der jeweils angestrebten Ziele kaum möglich, dennoch sind gewisse Zielsetzungen bei einem Großteil der Mitarbeiter gleich.
Fundamentale Ziele von Mitarbeitern sind in der Regel:
Arbeitszufriedenheitdie meisten Mitarbeiter wünschen sich eine Tätigkeit, die ihnen Freude bereitet; soziale Sicherheit; dies ist unter anderem durch die Teilziele abwechslungsreiche Aufgaben, anspruchsvolle Aufgaben, Autonomie, Beteiligung, Macht beeinflusst
Abschirmungoft ist es für einen Mitarbeiter von Vorteil, wenn er teilweise vor äußeren Einflüssen abgeschirmt wird; vor allem in Bezug auf störungsfreie Arbeit und gleichmäßige Auslastung
Sicherheitdas allgemeine menschliche Streben nach Sicherheit gilt auch in beruflicher Hinsicht; ein Sicherheitsgefühl kann forciert werden durch ausreichende Information, klare Zuständigkeiten, Klarheit über Anforderungen
Aufstiegschancenaus dem Bedürfnis der Persönlichkeitsentfaltung entsteht häufig der Wunsch nach höherem Einfluss, der in hierarchischen Organisationen als Karriereaufstieg bezeichnet wird
Konfliktfreiheitdem menschlichen Bedürfnis nach Harmonie folgend, sollten Konflikte wo möglich vermieden oder kontrolliert gelöst werden.

## Stellengestaltung
Eine Stelle ist die kleinste organisatorische Einheit im Unternehmen.
Zu den ersten Schritten der Aufbauorganisation gehört, unter Berücksichtigung der Ziel- und Aufgabenerledigung des Unternehmens, die Stellengestaltung. Die Stellengestaltung erfolgt in zwei Stufen, der Aufgabenanalyse und Aufgabensynthese.
Bei der Stellungsbildung muss der Grundsatz der Deckungsgleichheit von Aufgabe, Kompetenz und Verantwortung beachtet werden (siehe hierzu auch Kongruenzprinzip).
Unter Aufgabe wird die dauerhaft wirksame Aufforderung, etwas bestimmtes zu tun, verstanden. Dies kann als zweckbezogenes Handeln verstanden werden und stellt damit die Soll-Leistung der Stelle dar. Damit die Aufgabe erfolgreich bewältigt werden kann, benötigt der Stelleninhaber die verschiedensten Kompetenzen wie Ausführungskompetenz, Verfügungskompetenz, Antragskompetenz, Entscheidungskompetenz, Mitsprachekompetenz, Anordnungs- oder Weisungskompetenz, Richtlinienkompetenz, Vertretungskompetenz und Kontrollkompetenz. Dabei ist der Grundsatz der Ausschließlichkeit zu beachten. Gemäß diesem Grundsatz dürfen die einer Stelle zugewiesenen Kompetenzen nicht zusätzlich von anderen Stellen wahrgenommen werden. Dem Stelleninhaber werden mit der Übertragung der Aufgabe auch verschiedene Verantwortungen wie Eigenverantwortung, Fremdverantwortung, Gesamtverantwortung, Vollzugsverantwortung und Ergebnisverantwortung übertragen, damit er die Aufgabe auch ordnungsgemäß ausführen kann.

### Die Aufgabenanalyse
Hierbei wird die Gesamtaufgabe, die eindeutig festgelegt ist, in viele Teilaufgaben zerlegt. Dies soll unabhängig von der späteren Arbeitssynthese erfolgen.
Die Aufgabenanalyse kann unterschiedlich erfolgen:

#### Fünf Gesichtspunkte nach Kosiol
Erich Kosiol empfiehlt die Zerlegung der Gesamtaufgabe in ihre einzelnen Bestandteile entsprechend diesen fünf Gesichtspunkten:
VerrichtungsanalyseEs beschreibt den sachlichen Aspekt. Die zentrale Frage lautet dabei Was soll getan werden? Dabei wird nach Tätigkeiten oder Arbeitsstufen differenziert. Eine grobe Differenzierung könnte z. B. nach Einkauf, Produktion, Verkauf, … erfolgen. Hingegen wird bei einer „feineren“ Differenzierung z. B. nach Angebot einholen, bestellen und Prüfung gegliedert.
ObjektanalyseEs beschreibt den formalen Aspekt. Auch hier lautet die zentrale Frage  Woran soll etwas getan werden? Ein Objekt kann ein Ausgangs- oder Endprodukt, Personen, Märkte usw. sein. Dabei wird zwischen einer logischen „ODER“- und „UND“-Objektgliederung unterschieden. Bei einer „ODER“-Gliederung wird ein übergeordnetes Objekt in Teilobjekte untergliedert. Beispielsweise wird das Objekt „Auto“ in „Kleinwagen“, „Sportwagen“ und „Luxusauto“ unterteilt. Bei einer „UND“-Gliederung wird ein Objekt in Unterobjekte gegliedert (z. B. Wagenfarbe, Ausstattung, Zubehör).
RanganalyseDies ist ebenfalls ein formaler Aspekt. Die zentrale Frage lautet Wer hat was zu tun? Dabei lehnt sich die Ranganalyse an die Verrichtungsanalyse, indem sie beschreibt, welche Aufgabe eine Entscheidungsbefugnis hat, und welche für die Ausführung zuständig ist. Die Entscheidungshierarchie zieht sich dabei von „oben“ nach „unten“ durch. Als Beispiel Produzieren – Montieren – Bohren, Fräsen.
PhasenanalyseDieser formale Aspekt behandelt die Frage  Wann muss etwas getan werden? Auch die Phasenanalyse steht in einer Beziehung zu der Verrichtungsanalyse, indem sie die zeitliche Abfolge der Aufgaben berücksichtigt. Somit werden die Aufgaben logisch nacheinander angeordnet. Die dabei typische Gliederung erfolgt in 3 Schritten: Planung → Durchführen → Kontrolle.
ZweckanalyseDer sachliche Aspekt behandelt die Frage Welche Beziehung hat die Aufgabe zur Gesamtaufgabe? Im konkreten geht es um die Beziehung der (Teil-)Aufgabe zur Gesamtaufgabe. D. h. Produktion, Beschaffung oder der Verkauf stehen in einer direkten Beziehung zur Hauptaufgabe. Hingegen hat die Verwaltung, Kantine usw. eines Unternehmens eine indirekte Beziehung zur Gesamtaufgabe.
Diese Betrachtung erfordert einen hohen Zeitaufwand, ist sehr unübersichtlich und das Prinzip der Synthese-Neutralität kann durch die Vorstellungen der Unternehmensleitung nicht immer eingehalten werden.

#### Drei Dimensionen nach Schwarz
Schwarz schlägt deshalb vor, die Analyse auf die drei wesentlichen Dimensionen zu reduzieren. Er unterteilt die Aufgabe folgendermaßen:
SachgliederungVerrichtungen und Objekt werden nicht getrennt, sondern gemeinsam analysiert, Aufgabe: Beschaffung von Rohstoffen
PhasengliederungPlanung, Durchführung und Kontrolle werden gemeinsam analysiert, Aufgabe: Beschaffungsplanung, Beschaffungsdurchführung und Beschaffungskontrolle von Rohstoffen
RanggliederungEntsprechend der Ranganalyse wird hier in Entscheidungsaufgaben und Ausführungsaufgaben unterschieden, z. B. die Entscheidungsaufgabe über die Durchführung der Beschaffung von Rohstoffen bzw. deren Ausführung.

#### Erweiterung durch Gaugler
Eduard Gaugler erweitert diese Analyse durch weitere Kriterien, beispielsweise:
- Regionen
- Branchen
- Sektoren

#### Verrichtungs- und Objektanalyse nach Olfert
Klaus Olfert sieht in der betrieblichen Organisationspraxis nur die Anwendung der Verrichtungs- und Objektanalyse, da die Neustrukturierung unter Zeitdruck geschieht.

### Die Aufgabensynthese
Bei der Aufgabensynthese werden die bei der Aufgabenanalyse ermittelten Teilaufgaben zu koordinierbaren Aufgabenkomplexen zusammengefasst. Dabei entstehen je nach Umfang der Teilaufgabe:
- Stellen: Aufgaben mit oder ohne Leitungsbefugnis
- Instanzen: Stellen mit Leitungsbefugnis

Bei der Aufgabensynthese wird zuerst die Basisstelle gebildet. Mehrere Basisstellen werden dann zu Gruppeninstanzen zusammengefasst, die Teilaufgaben erfüllen. Mehrere Gruppeninstanzen werden zusammengefasst zu Bereichsinstanzen, die wieder Teilaufgaben erfüllen und sodann zur Gesamtleitungsinstanz zusammengefasst werden.
Je nach Aufgabenträger sind Zahl, Umfang und Art der Aufgaben unterschiedlich. Deshalb sollte, nach Gaugler, bei der Aufgabenkombination nach folgenden Organisationsprinzipien verfahren werden:
Orientierung am normalen LeistungspotentialEin Aufgabenträger mit Normaleignung sollte die Aufgabe in normalem Arbeitstempo bewältigen können.
Ausrichtung an normaler LeistungsbereitschaftEs sollten möglichst homogene Aufgaben gebildet werden, ohne störende Nebenaufgaben.
Orientierung an aufgabenbedingten GrundsätzenDie Stellen sollten immer wieder angepasst werden können und die Übereinstimmung von Aufgabe, Kompetenz und Verantwortung sollte eingehalten werden.

## Aufbaufestlegungen

### Organisationseinheiten
Linienstellensind vertikal und mit Weisungsbefugnis der jeweiligen Aufgabenträger in eine Hierarchie eingebunden. Sie bestehen aus Instanzen (Stellen mit Weisungsbefugnis, Führungsaufgaben werden ausgeführt und Entscheidungen getroffen) und Ausführungsstellen (erhalten von den Instanzen die Weisungen und haben sie durch operative Entscheidungen in Tätigkeiten umzusetzen).
Stabsstellensind horizontal und ohne Weisungsbefugnis. Sie bestehen aus Stäben (sind einer Instanz oder mehreren Instanzen zugeordnet, keine Entscheidungs- oder Weisungsbefugnisse, nur Vorschlagsrecht) und Assistenzen (keine ständigen, sondern nur fallweise Aufgaben, zugeordnet zu Instanz).
Hauptamtliche Gremienhaben Weisungsbefugnis. Sie bestehen aus Leitungsgruppen (z. B. Gruppe zur Leitung eines Unternehmens – Vorstand der AG) und Projektgruppen (Personen aus unterschiedlichen Tätigkeitsbereichen, die zeitlich befristet miteinander Projekte durchführen).
Nebenamtliche Gremienhaben keine Weisungsbefugnis. Sie bestehen aus Kollegium (Organisationseinheiten zur Erfüllung von Sonderaufgaben, zeitlich befristet) und Ausschüssen (Organisationseinheiten zur nebenamtlichen Verrichtung von Daueraufgaben, zeitlich unbefristet).

### Zentralisation/Dezentralisation
ZentralisationDie Zentralisation ist die Zusammenfassung gleichartiger Teilaufgaben zu einem Zentrum als Mittelpunkt. Sie kann nach verschiedenen Kriterien erfolgen (z. B. Verrichtungs-, Phasen-, Entscheidungs- oder Verwaltungszentralisation). Vorteile sind z. B. Verringerung dezentraler Abteilungsegoismen oder Straffung der Aufgabenerfüllung.
DezentralisationDie Dezentralisation ist die Verteilung gleichartiger Aufgaben auf mehrere Abteilungen bzw. Stellen. Unterschieden werden Objekt-, Entscheidungs-, Phasen- oder Verwaltungsdezentralisation. Ein Vorteil ist z. B., dass das Wissen der Mitarbeiter vor Ort besser genutzt und deren Motivation gesteigert werden kann.

### Tätigkeiten
Bei den Tätigkeiten der Aufgabenträger wird in zeitbezogene und aufgabenbezogene Tätigkeiten unterschieden.
Zeitbezogene Tätigkeiten: Dabei muss berücksichtigt werden, ob der Aufgabenträger seine Tätigkeit vollzeitlich (der Aufgabenträger benötigt zur Aufgabenerfüllung die gesamte Arbeitszeit) oder teilzeitlich (das Arbeitsvolumen der Stelle wird von mehreren Aufgabenträgern wahrgenommen) ausübt.
Aufgabenbezogene Tätigkeiten: Die Tätigkeitsarten lassen sich in hauptamtliche Tätigkeit (der Aufgabenträger bearbeitet ausschließlich die Aufgaben einer bestimmten Stelle), nebenamtliche Tätigkeit (der Aufgabenträger hat neben den Sachaufgaben seiner Stelle auch noch zu einem kleineren Teil andere Tätigkeiten zu erledigen) und halbamtliche Tätigkeit (der Aufgabenträger erledigt Tätigkeiten in zwei verschiedenen Bereichen zu je 50 %).

### Aufgabenträger
Ein Aufgabenträger ist eine Person, die eine Stelle besetzt. Es werden Einzelpersonen, Personengruppen oder Mensch-Maschinen-Kombinationen unterschieden. Zur Aufgabenerfüllung gehören Initiativ- und Verantwortungsfunktion, daher können Maschinen alleine nicht zu Aufgabenträgern gehören. Den ermittelten Stellen sind nicht nur die Aufgabenträger als Personen zuzuordnen, sondern auch deren Bezeichnung (Sachbezeichnung, z. B. Einkaufsleiter oder Verkäufer) und Befähigung (z. B. Bildungsabschluss, Erfahrungen, Kenntnisse, Fertigkeiten oder Verhalten).

### Aufgabe, Kompetenz, Verantwortung
Bei der Übertragung von Zuständigkeiten der Aufgabenträger ist auf die Übereinstimmung von Aufgaben, Kompetenzen und Verantwortung zu achten (Prinzip der Kongruenz).
AufgabeSie ist eine dauerhaft wirksame Aufforderung an den Aufgabenträger, festgelegte Verrichtungen wahrzunehmen und leitet sich aus Zielen ab. Unterschieden werden unternehmensbezogene, marktbezogene und gesellschaftsbezogene Aufgaben.
KompetenzKompetenz ist die Befugnis einer Person, auf Basis fachlicher Zuständigkeit Maßnahmen zur Erfüllung von Aufgaben zu ergreifen und für deren Bewältigung die Verantwortung zu übernehmen. Unterschieden wird in sachbezogene Kompetenz (fachliche Zuständigkeit des Stelleninhabers) und persönliche Kompetenz (persönliche Zuständigkeit des Stelleninhabers). Arten von Kompetenz sind Entscheidungs-, Weisungs-, Verpflichtungs-, Verfügungs-, Informations-, Antrags- und Vertretungskompetenz.
VerantwortungIst das persönliche Einstehen für die Folgen von selbstständigen Handlungen und Entscheidungen. Sie bezieht sich auf erfolgreiches und erfolgloses Handeln. Arten von Verantwortung sind Erfolgs-, Ergebnis-, Budget-, Personal-, Sachmittel- oder Terminverantwortung. Verantwortung muss übertragen werden, um eine Person verantwortlich machen zu können.

### Verbindungen
Der Organisator hat die Aufgabe die einzelnen Organisationseinheiten miteinander in Verbindung zu bringen. Diese Verbindungswege werden auch Informations- bzw. Kommunikationswege genannt. Folgende Verbindungswege werden unterschieden:
LängsverbindungenAusdruck von Über- und Unterordnungsverhältnisse, mit Weisungsbefugnissen
QuerverbindungenGehen nicht von einer Über- oder Unterordnung aus, keine Weisungsbefugnisse
DiagonalverbindungenBringen dem Stelleninhaber auf einem begrenzten Teilsektor ein endgültiges Entscheidungsrecht, nur begrenzte Weisungsbefugnis
RichtlinienverbindungenGibt dem Aufgabenträger die Gelegenheit, auf Mitarbeiter anderer Bereiche starken Einfluss auszuüben wenn diese gegen vereinbarte Prinzipien verstoßen, keine Weisungsbefugnisse
AußenverbindungenBeziehungen zu externen Organisationen ohne die das Unternehmen nicht lebensfähig wäre

### Hierarchie
Nach der Teilung der Gesamtaufgabe in der Aufgabenanalyse und neuerlichen Zusammenfassung in Stellen durch die Aufgabensynthese ergibt sich ein hierarchisches Gefüge, in dem einzelne Stellen bzw. Abteilungen miteinander in Beziehung stehen. Dieses Gefüge wird meist als Organigramm bezeichnet. Bezüglich der Formen der Über- und Unterordnung, welche eine Aufbauorganisation kennzeichnen, kann zwischen Ein- und Mehrfachunterstellung unterschieden werden.

## Primärorganisation und Sekundärorganisation
Die Primärorganisation stellt die hierarchische Grundstruktur einer Organisation dar und besteht aus dauerhaften Organisationseinheiten wie zum Beispiel Stellen und Abteilungen. Die Kommunikation innerhalb der Primärorganisation verläuft in der Regel vertikal. Beschreiben lässt sie sich am besten anhand der verwendeten Gestaltungsparameter, deren Ausprägungen unterschiedlich kombiniert werden können. Diese wurden in der Organisationslehre standardisiert, um zu einer überschaubaren Anzahl von Grundformen zu gelangen.
Aufgrund des hierarchischen Aufbaus der Primärorganisation ist es oft nicht möglich Schnittstellenprobleme und komplexe andere Probleme effizient zu lösen. Dies geschieht deswegen häufig mit Hilfe einer, die Primärorganisation überlagernden Sekundärorganisation.
Sekundärorganisationen sind hierarchieübergreifende oder hierarchieergänzende Organisationseinheiten, die zur Lösung eben solcher Probleme eingesetzt werden.

## Organisationsformen
Folgende Organisationsformen lassen sich anhand der Unterstellungsverhältnisse (Einfach- bzw. Mehrfachunterstellung) und anhand der Befugnisse (Vollkompetenzen, Teilkompetenzen) unterscheiden:
- Einliniensystem
- Mehrliniensystem
- Stablinienorganisation

### Grundstruktur von Organisationen
Hinsichtlich Art und Umfang der Spezialisierung von Stellen (funktionell und objektorientiert) ist grundsätzlich zwischen zwei Organisationsprinzipien zu unterscheiden:
- Funktionale Organisation
- Divisionale Organisation

### Weitergehende Organisationsformen
Darüber hinaus lassen sich folgende Organisationsprinzipien unterscheiden:
- Matrixorganisation
- Tensororganisation
- Holding
- Netzwerkorganisation
- Modulare Organisation

### AAO und BAO in der Öffentlichen Verwaltung
Die Allgemeine Aufbauorganisation (AAO) beschreibt die dauerhafte Organisation für alle Aufgaben des täglichen Dienstes. Im Falle der Allgemeinen Aufbauorganisation sind die Zuständigkeiten, die Hierarchie sowie die Kommunikations- und Entscheidungswege fixiert.
Die Besondere Aufbauorganisation (BAO) dient als zeitlich begrenzte Organisationsform der Bewältigung umfangreicher und komplexer Aufgaben, welche im Rahmen der AAO nicht final bewältigt werden können. Die AAO sollte jedoch auch Erstmaßnahmen für die Bewältigung solcher Sachverhalte gewährleisten, die eine BAO erfordern. Die Einrichtung einer BAO ist erforderlich, wenn eine Lage durch die AAO wegen des
- erhöhten Kräftebedarfs bzw. der erforderlichen Konzentration von Kräften oder Führungs- und Einsatzmittel (z. B. Großveranstaltungen),
- der Bedarfs- oder Einsatzdauer,
- der notwendigen einheitlichen Führung, insbesondere bei verschiedenen Zuständigkeiten

nicht bewältigt werden kann.
Ziel einer BAO ist die koordinierte Bearbeitung sehr umfangreicher Sachverhalte unter Einbindung aller betroffener Behörden. Die Begrifflichkeiten tauchen regelmäßig im Kontext von Behörden und Organisationen mit Sicherheitsaufgaben und deren Einsätzen auf. Die BAO ist hinsichtlich Art, Umfang und Intensität der Maßnahmen sowohl für Sofortlagen als auch für Zeitlagen anlassbezogen vorzubereiten. Bei Sofortlagen entwickelt sich die BAO schrittweise und aufbauend auf den Sofortmaßnahmen der AAO. Bisher in den Einsatz eingebundene Kräfte und Kräfte mit besonderer Orts- und Sachkenntnis sollen grundsätzlich integriert werden (z. B. Mitarbeiter der für die Hochwasserbekämpfung zuständigen Behörden bei Hochwasserlagen). Entwickelt sich die BAO in mehreren Phasen, insbesondere bei Sofortlagen, sind jederzeit klare Führungsverhältnisse zu gewährleisten. Eine möglichst geringe Gliederungstiefe und Gliederungsbreite ist anzustreben, v. a. um kurze Informationswege zu gewährleisten. Auch die Schaffung von Einsatzabschnitten im taktisch-operativen Bereich ist von der BAO umfasst. Werden Einsatzabschnitte nach unterschiedlichen Kriterien gebildet, ist Schnittstellenproblemen durch eindeutige Abgrenzung des Raumes und der Aufgaben oder durch ablauforganisatorische Regelungen entgegenzuwirken. Die BAO ist so lange und in dem Umfang aufrechtzuerhalten, wie dies zur Lagebewältigung erforderlich ist; die Aufhebung der BAO ist den eingesetzten Kräften unverzüglich mitzuteilen. Einige wenige BAO bestehen für viele Jahre.